# بخش انیک
بخش انیک (به انگلیسی: Alnwick District) یک منطقهٔ مسکونی در بریتانیا است که در نورث‌آمبرلند واقع شده‌است.

## خصوصیات
بخش انیک ۱٬۰۷۰ کیلومترمربع مساحت و ۳۱٬۰۲۹ نفر جمعیت دارد.